# Sun (Band)
Sun war eine 1990 gegründete deutsche Rockband aus Mönchengladbach.
Die Musikgruppe hatte ihren kommerziellen Höhepunkt Anfang bis Mitte der 1990er Jahre. Bekannt wurde Sun vor allem durch die beiden Alben XXXX und Nitro, durch die zahlreichen Beiträge auf Samplern wie Crossing all over und durch den Einsatz von im Rock unüblichen Instrumenten wie etwa eine Flöte auf XXXX.
Gegründet wurde die Band von Sänger Jörg Schröder, Gitarrist Ralf Aussem und Schlagzeuger Bogdan Skowronek. Aussem war außerdem Gründungsmitglied der Twelve Drummers Drumming (1983). Nach dem Ende der Band war er Mitbegründer der Dead Guitars (2002) und The Wide (2018).
Die Band veröffentlichte im Laufe der Jahre nach mehrfachen Umbesetzungen insgesamt sieben Tonträger. Das letzte Werk Sun steht dabei nicht in der kraftvollen und gitarrenorientierten Tradition der vorangegangenen Alben, sondern schwenkt über in eine eher ruhige keyboard-lastige Popmusik.

## Diskografie (Alben)
- 1991: Urban Glowing
- 1992: Murdernature
- 1993: Jam House Wah
- 1995: XXXX
- 1996: Nitro
- 1998: Launches (Best Of)
- 2001: Sun